# James Wilson (juge)
Pour les articles homonymes, voir James Wilson et Wilson.
James Wilson (14 septembre 1742-21 août 1798) fut l'un des Pères fondateurs de la République des États-Unis d'Amérique. Signataire de la Déclaration d'indépendance, il fut deux fois élu au Congrès continental comme représentant de la Pennsylvanie et joua un rôle déterminant dans la rédaction de la Constitution des États-Unis d'Amérique du Nord. Éminent spécialiste du droit, il fut l'un des six premiers juges que George Washington nomma à la Cour suprême des États-Unis. 

## Vie
James Wilson était de religion protestante.

## Œuvre
L'influence la plus durable exercée par Wilson sur le pays date de sa participation à la Commission des détails responsable du premier projet de Constitution des États-Unis, en 1787. Il souhaitait que le Sénat et le Président fussent élus au suffrage universel. Il est aujourd'hui considéré comme l'une des personnes qui a le plus influencé la rédaction de l'actuelle Constitution des États-Unis.